# 刘易斯·拉瑟弗德

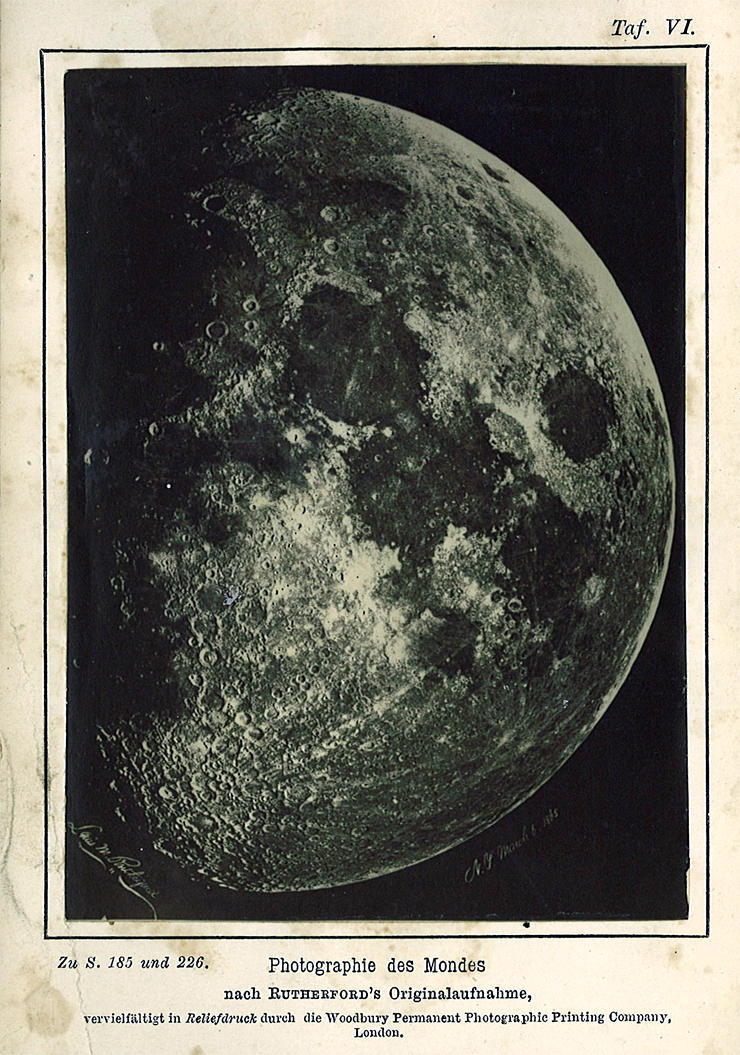
刘易斯·拉瑟弗德於1865年3月6日在紐約拍攝的月球（Hermann Wilhelm Vogel在1873年出版的卷首插畫將Rutherfurd錯誤的拼寫為Rutherford）。

刘易斯·莫里斯·拉瑟弗德（英語：Lewis Morris Rutherfurd，1816年11月25日—1892年5月30日），美國律師和天文學家，並且是天文攝影的先驅。

## 早期生活和工作
拉瑟弗德出生於美國紐約的摩利薩尼亞，是羅伯特·沃爾特·拉瑟弗德（Robert Walter Rutherfurd）和薩賓娜·莫里斯（Sabina Morris）之子，並且是簽署美國獨立宣言和參議員路易斯·莫里斯的曾孫。他於1834年畢業於麻薩諸塞州的威廉士學院，然後在紐約奧本跟隨威廉·亨利·西華德學習法律，於1837年被認可為律師。在1841年7月22日，他娶了瑪嘉烈·錢勒（Margaret Chanler）。他的兒子，史岱文森·拉瑟弗德出生於1842年。

## 天文學和天文攝影
路易斯·拉瑟弗德在1849年放棄他在法律上的研究，將他的閒暇獻給科學，特別是天文學。他在光譜分析上進行開創性的工作，並且嘗試天文攝影。他為自身的研究工作發明了測微尺來測量照片，以機器增加繞射光柵的刻紋，以及專為天文攝影設計的第一架望遠鏡。
使用自製的儀器，拉瑟弗德拍攝了高品質的太陽、月球、行星、星團和恆星五大類的照片。在1862年，他開始使用新的繞射光柵進行光譜研究。他注意到恆星有著不同類別的光譜，安吉洛·西奇在1867年擴大他的研究，在1867年將恆星分為四類（在1878年增加了第五類）。
從1858年至1884年，拉瑟弗德但任哥倫比亞大學的信託人，並且捐贈了他的照片。在1884年，他是國際子午線會議的委員之一。他也是創建於1863年的美國國家科學院創始成員之一，並且是英國皇家天文學會的成員。
在1887年，他的健康情況開始惡化，而於1892年5月30日在紐澤西州的Tranquility過世。

## 遺贈
理查·普羅克特，19世紀最偉大的天文科普作家，稱拉瑟弗德是"那個年代最偉大的月球攝影師"。

## 受獎和榮譽
- 月球上的拉瑟弗德坑以他的名字命名。
- 哥倫比亞大學的天文學系以他的名字設立天文學榮譽教授職，還有哥倫比亞大學著名的普平樓的頂樓就是天文台。

## 外部連結
- Portraits of Lewis Morris Rutherfurd from the Lick Observatory Records Digital Archive, UC Santa Cruz Library's Digital Collections （页面存档备份，存于）

Guide to the Stuyvesant-Rutherfurd Papers, 1647-1917, The New York Historical Society （页面存档备份，存于）